# Будане
Будане (на словенски: Budanje) е село в Словения, регион Горишка, община Айдовшчина.
Според Националната статистическа служба на Република Словения през 2015 г. селото има 827 жители.